# Troilo
Troilo (in greco antico: Τρωΐλος?, Trōìlos; in latino Troilus) è un personaggio della mitologia classica associato alla storia della guerra di Troia. Il primo riferimento a lui si trova nell'Iliade, redatta in forma scritta nel VII o VIII secolo a.C..
Nella mitologia classica, Troilo è un giovane principe Troiano, uno dei figli del re Priamo (o talvolta di Apollo) e di Ecuba. Le profezie sulla sua vita erano strettamente connesse a quelle sul destino di Troia: una affermava che Troilo sarebbe stato ucciso da Achille, un'altra diceva che se egli fosse morto prima dei vent'anni la città sarebbe caduta. Sofocle è uno degli scrittori che si è interessato a questo mito, che era anche un tema molto diffuso tra gli artisti figurativi. Il personaggio viene raffigurato come prototipo della giovane bellezza maschile.
Nell'Europa occidentale del Medioevo e nelle versioni rinascimentali della leggenda, Troilo appare come il più giovane dei figli che Priamo ebbe da Ecuba, la seconda delle sue tre mogli. Benché non ancora ventenne, egli è uno dei più forti capitani militari. Troilo muore poi decapitato in battaglia per mano di Achille. In un'aggiunta popolare della vicenda, sviluppatasi dal XII secolo, Troilo s'innamora di Cressida, evoluzione medievale del personaggio di Criseide, il cui padre ha disertato i Greci. Cressida promette il suo amore a Troilo ma presto si concede all'eroe greco Diomede, per ottenere la libertà del padre, preso in ostaggio dai Greci. Chaucer e Shakespeare sono tra gli autori che scrissero opere incentrate sulla vicenda di Troilo e Cressida. Sin dalla tradizione medievale, Troilo era considerato un esempio di amante cortese e anche di virtuoso cavaliere pagano.
Poca attenzione venne rivolta al personaggio durante il XVIII ed il XIX secolo. Troilo venne riconsiderato nel XX e XXI secolo da autori che scelsero elementi dalla versione classica e medievale della leggenda.

## La vicenda di Troilo nelle fonti antiche e nei testi successivi

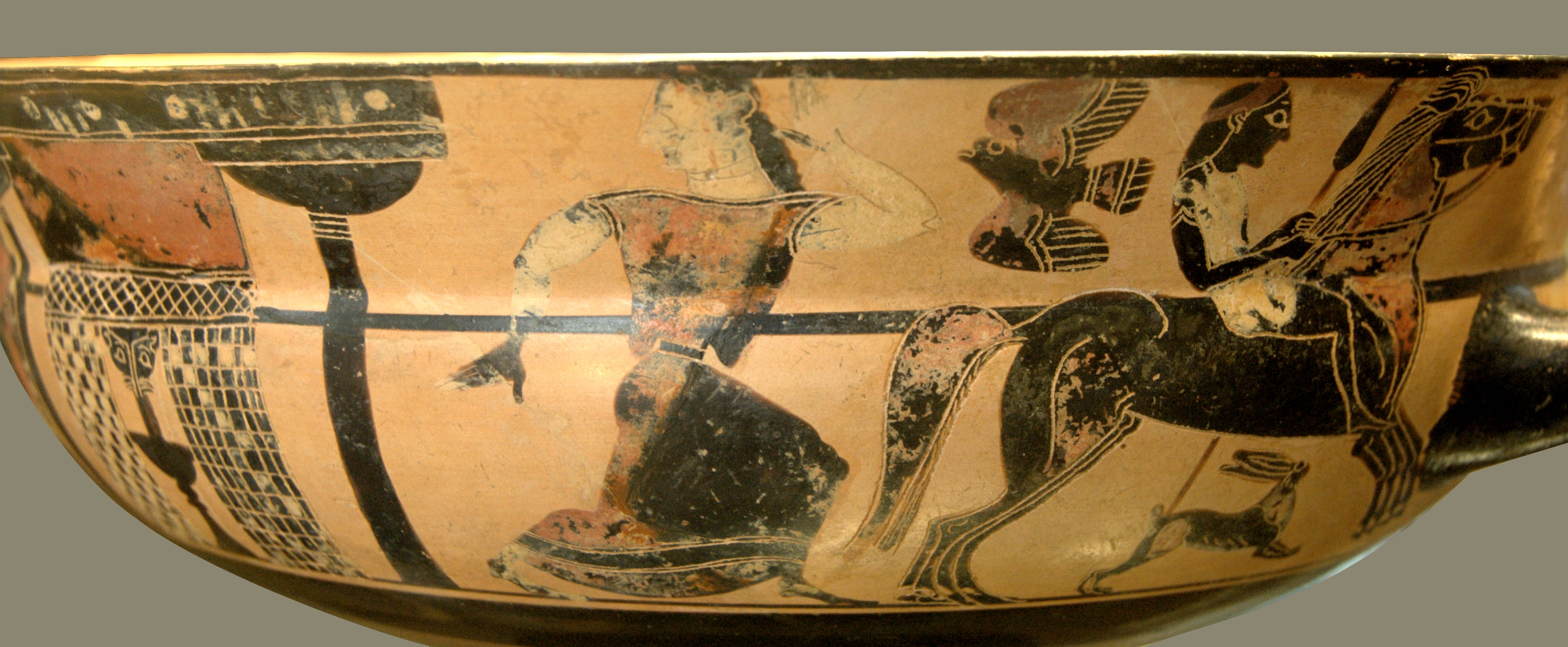
Troilo e Polissena in fuga. kylix, del pittore-C, c. 570 a.C.-565 a.C., Louvre (CA 6113), Attico a figure-nere. Nella scena compaiono due cavalli.

Per gli antichi Greci, la forma definitiva del racconto della guerra di Troia e le vicende di contorno comparivano nel Ciclo troiano di otto poemi epici dal periodo arcaico in Grecia (750 a.C. - 480 a.C.). La morte giovanile di Troilo in guerra, le profezie legate a lui, dimostrano che tutti gli sforzi del principe per difendere la sua casa si rivelano vani. Il carattere simbolico del personaggio è evidenziato dall'analisi linguistica del nome Greco "Troilo". Esso potrebbe essere interpretato come un'elisione dei nomi di Troo e Ilo, i leggendari fondatori di Troia, come un diminutivo o un ipocoristico "piccolo Troilo" o come un'elisione di Troië (Troia) e Iyo (distruggere). Queste numerose possibilità enfatizzano il collegamento tra il destino di Troilo e quello della città in cui vive. Sotto un altro piano, il destino di Troilo può anche essere visto come un presagio delle conseguenti morti del suo uccisore Achille, di suo nipote Astianatte e della sorella Polissena, entrambi i quali, come Troilo, moriranno sull'altare almeno nelle più comuni versioni della leggenda.

### Il mito iniziale: il bel giovane ucciso

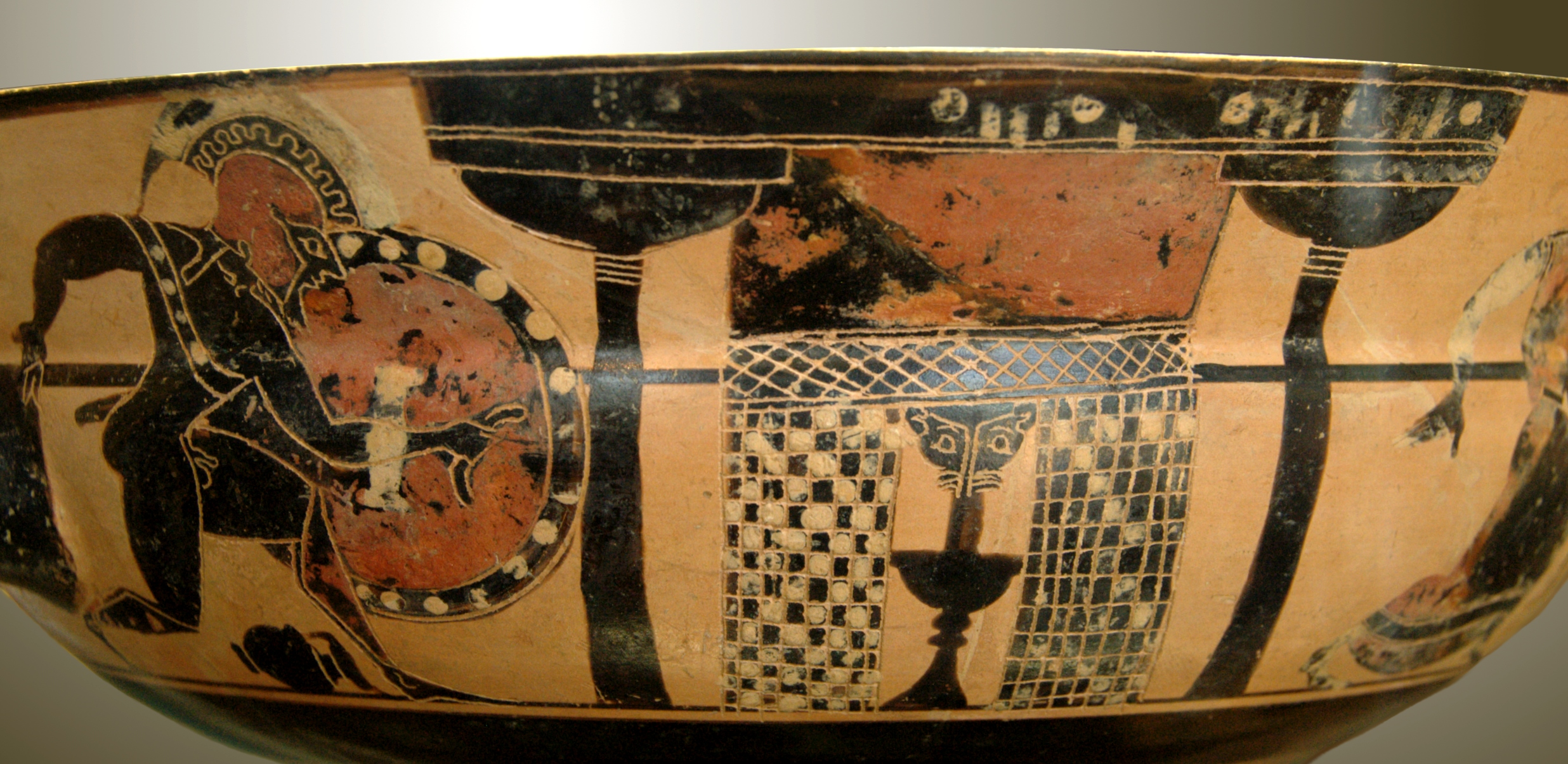
Achille si appresta a inseguire Troilo e Polissena dalla sua posizione dietro alla fonte (parte opposta del kylix).

Troilo era un ragazzo adolescente o un efebo, figlio di Ecuba, regina di Troia. A causa della sua bellezza era creduto il figlio del dio Apollo. In ogni modo, il marito di Ecuba, il re Priamo, lo considerava come uno dei suoi figli prediletti.
Un oracolo aveva predetto che Troia non sarebbe mai stata conquistata se Troilo avesse raggiunto l'età di vent'anni. Per questo la dea Atena incoraggiò il guerriero greco Achille a scovarlo il più presto possibile nella guerra di Troia. Il giovane era conosciuto per la delicatezza e la gentilezza con cui trattava i suoi cavalli. Achille tese un agguato a lui e a sua sorella Polissena mentre egli cavalcava con quest'ultima per attingere acqua alla fontana di Timbra - un'area all'esterno di Troia in cui sorgeva il tempio di Apollo.
Il greco rimase colpito dalla bellezza del giovane nemico, riempiendosi di brama. Al vederlo, Troilo si mise in fuga, ma Achille lo sorprese e lo trascinò per i capelli dal suo cavallo. Il giovane principe rifiutò di cedere alle attenzioni sessuali di Achille e, in qualche modo, scappò, cercando rifugio nel vicino tempio di Apollo. Ma l'acheo lo seguì anche lì, riuscendo a metterlo con le spalle al muro. Achille dichiarò ancora una volta il suo amore per Troilo, ma al nuovo diniego del ragazzo fu preso da un attacco di ira e lo decapitò davanti all'altare. I resti di Troilo furono scoperti dai suoi fratelli, giunti sul luogo del delitto poco dopo; l'uccisore aveva mutilato anche il busto del giovinetto, amputandone tutti e quattro gli arti. Il compianto dei troiani per la morte di Troilo fu immenso. Questo sacrilegio costò ad Achille stesso la morte, quando Apollo vendicò il giovane guidando la mano di Paride, il quale uccise l'eroe greco con una freccia diretta al tallone.
L'episodio precede gli eventi narrati nell'Iliade, di dieci anni successivi, ma il nome di Troilo vi compare ugualmente sebbene in una rapida rassegna di Priamo. Quest'ultimo infatti, parlando con la moglie Ecuba, ricorda tristemente tutti i figli perduti fino a quel momento, prima di andare a chiedere ad Achille il riscatto del cadavere di Ettore (Il., XXIV, 257). In tale passo, tuttavia, non è specificato come sia morto Troilo e chi, eventualmente, lo abbia ucciso. Nonostante la giovanissima età, il ricordo che di Troilo ha suo padre è quello di un guerriero già esperto: lo definisce infatti "furia di guerra".
Sulle circostanze della morte di Troilo sono fiorite diverse varianti del mito, dall'antichità classica al Medioevo, spesso in contraddizione tra loro. Secondo una prima versione, sarebbe stato sorpreso da Achille mentre, di sera, portava i cavalli all'abbeveratoio non lontano dalle Porte Scee. In versioni più tarde, compare sulla scena anche la sorella Polissena, che avrebbe assistito impotente all'omicidio del fratello; di lei Achille si sarebbe innamorato vedendola fuggire. Polissena avrebbe poi approfittato di questa debolezza dell'eroe per convincerlo a rivelarle il suo unico punto debole (il «tallone di Achille»), così che il fratello Paride potesse colpirlo con una freccia vendicando la morte di Troilo. Tale episodio era già presente nel poema perduto Etiopide del Ciclo Troiano.
In altre varianti, Troilo viene decapitato da Achille in battaglia.

### Riprese del mito in età tardoantica, medievale e moderna

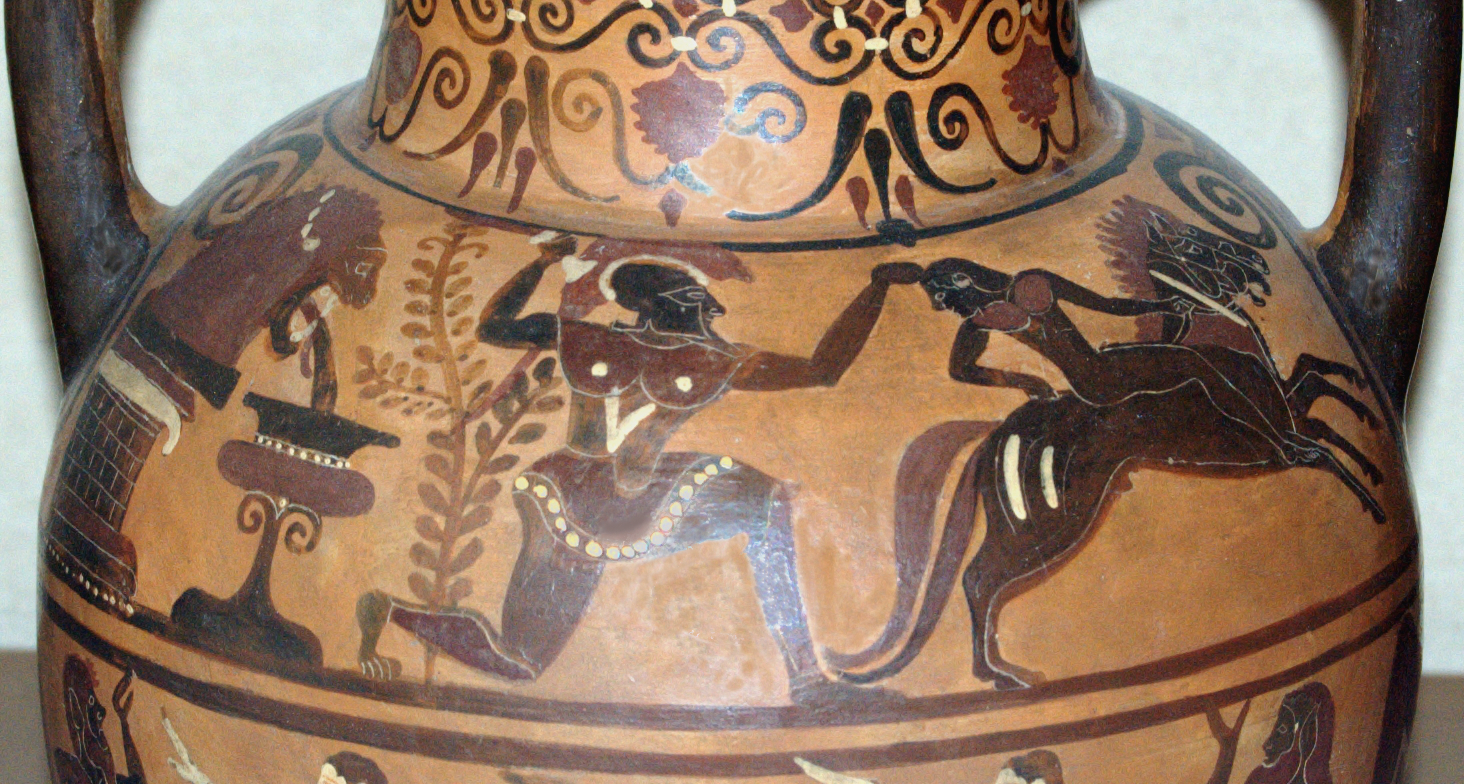
Achille afferra Troilo per i capelli mentre il giovane tenta di sfuggire all'imboscata presso la fontana. Anfora Etrusca del gruppo Pontico, ca. 540-530 a.C. da Vulci.

In versioni più tarde, la figura di Achille risente di due caratterizzazioni soltanto accennate all'origine nel mito di Troilo: l'ira (tipica e argumentum dell'Iliade) e la pederastia. Achille, vedendo Troilo all'abbeveratoio, se ne sarebbe innamorato e, al rifiuto del giovane di ricambiare il suo amore, lo avrebbe inseguito. Troilo si sarebbe quindi rifugiato nel tempio di Apollo Timbreo. Le varianti, a questo punto, discordano. Secondo una prima, Achille - adirato per non poter possedere il giovane - lo uccise decapitandolo, oppure trafiggendolo con la sua lancia. In un'altra, Achille avrebbe violentato Troilo nel tempio, schiacciandogli poi senza volerlo il torace nella foga. Spesso sulla scena è nuovamente presente Polissena.
Licofrone, nella Alessandra, descrive poeticamente e in modo criptico la sua morte. Invece Virgilio segue la versione che vuole Troilo perito in battaglia: nel primo libro dell'Eneide, lo scontro tra Achille e il principe troiano trova posto in una raffigurazione nel tempio di Cartagine e vede affrontarsi i due protagonisti a bordo dei rispettivi cocchi; il giovinetto inoltre non muore decapitato, ma colpito da una lancia del nemico, e il suo corpo, che nella caduta dal carro vi è rimasto in parte attaccato, finisce trascinato insieme ad esso per tutto il campo di battaglia dai cavalli imbizzarriti (una morte molto simile a quella del giovane paflagone Midone nell'Iliade). Ditti Cretese, infine, inserisce Troilo tra i dodici giovani troiani fatti prigionieri da Achille e da lui sgozzati sul rogo di Patroclo.
Nel XIII secolo, Alberto di Stade scrive un poema intitolato Troilus.
Nelle leggende medievali, il nome di Troilo si unisce indissolubilmente a quello della giovane Criseide/Cressida. I due vengono descritti come amanti, e Troilo sarebbe stato ucciso in un impari duello da Achille, nel tentativo di evitare la schiavitù alla fanciulla (nonostante le fonti antiche siano concordi nel dire che Criseide era schiava di Agamennone). A questa romantica variante si ispirò, tra gli altri, Shakespeare nella tragedia Troilo e Cressida e Boccaccio nel poema in ottave Filostrato.

## Troilo nell'arte antica
L'arte greca antica ha frequentemente privilegiato gli episodi legati alla tragica uccisione di Troilo, tralasciando la raffigurazione del giovinetto in contesti diversi da quelli sanguinosi. Inconsueto dunque risulta il soggetto dipinto su un vaso a figure rosse proveniente dalla Puglia, risalente all'incirca al 340 a.C., in cui egli, ancora fanciullo, vacilla intimorito tra le gambe dell'anziano padre Priamo.
In queste raffigurazioni, prevale la fisionomia di un giovinetto imberbe, spesso nudo, o ricoperto da un manto corto o una tunica. In un vaso etrusco risalente al VI secolo a.C., il pittore ha ritratto il possente Achille nell'atto di liberare uno stormo di colombe in direzione di Troilo, in piedi, occultato dalla colonna del tempio, in sintonia con l'aneddoto narrato da Servio.
Su uno scudo prodotto tra la fine del VII secolo e la metà del VI secolo a.C. e rinvenuto a Olimpia, è inciso un guerriero armato che si accinge a immolare su un altare un fanciullo nudo. Un cratere contemporaneo a questo illustra Achille che trattiene sull'altare l'inerme vittima ignuda mentre Ettore, Enea e un troiano altrove ignoto, tale Deitino, accorrono invano nella speranza di impedire lo spargimento di sangue. In un'altra pittura vascolare, Achille e Ettore sono rappresentati in combattimento sui poveri resti del giovinetto, vigilati da Atena ed Ermes; Enea e Deitino, alle spalle di Ettore, chiudono la scena.